# جاك باري
جاك باري (بالإنجليزية: Jack Barry)‏ (و. 1918 – 1984 م) هو ممثل من الولايات المتحدة الأمريكية ولد في ليندينهورست، نيويورك.

## التعليم
تعلم في جامعة بنسلفانيا.

## روابط خارجية
- جاك باري على موقع IMDb (الإنجليزية)
- جاك باري على موقع أول موفي (الإنجليزية)
- جاك باري على موقع قاعدة بيانات الأفلام السويدية (السويدية)
- جاك باري على موقع ديسكوغز (الإنجليزية)
- جاك باري على موقع قاعدة بيانات الفيلم (الإنجليزية)
- جاك باري على موقع كينوبويسك (الروسية)